# Cimetière Beechwood
Pour les articles homonymes, voir Beechwood.
Le cimetière Beechwood est un cimetière national situé à Ottawa, au Canada. S'étendant sur 64,7 hectares, il s'agit du plus grand cimetière de la capitale. Plus de 82 000 Canadiens y sont enterrés, dont le gouverneur général Ramon Hnatyshyn et le premier ministre Robert Borden, ainsi que des membres du parlement, des militaires, des policiers et des joueurs de hockey célèbres.
Créé en 1873, ce cimetière a été désigné lieu historique national du Canada en 2001. Le 5 mars 2009, le ministre Jim Prentice a présenté un projet de loi visant à désigner Beechwood comme Cimetière national du Canada. La Loi sur le cimetière national du Canada est adoptée le 6 mars et a reçoit la sanction royale le 23 avril 2009.